# Johan Boucher
Pour les articles homonymes, voir Boucher.
Johan Boucher, né le 7 novembre 1987 à Kanfen (Moselle), est un coureur cycliste français, membre du VC Hettange-Grande.

## Biographie
En 2009, Johan Boucher évolue au sein de la formation Geofco-Jartazi. Avec celle-ci, il se rend en Afrique pour participer au Tour du Cameroun, en février. Il y remporte la plus longue étape de l'épreuve, en devançant son équipier Jaan Kirsipuu. Après une année passée au SC Sarreguemines, il court ensuite durant deux saisons sous les couleurs de l'UVCA Troyes. Il y côtoie notamment Adam Yates, dont il est le « poisson-pilote » pour les arrivées au sprint.
Au cours de la saison 2017, il s'impose au sprint sur le Souvenir Serge-Bezault, renouant ainsi avec le succès, sa dernière victoire remontant à 2009. 

## Palmarès
- 2009
  - 5e étape du Tour du Cameroun
- 2017
  - Souvenir Serge-Bezault

## Classements mondiaux
| Année           | 2009 |
| --------------- | ---- |
| UCI Africa Tour | 106e |